# Tupchaneh

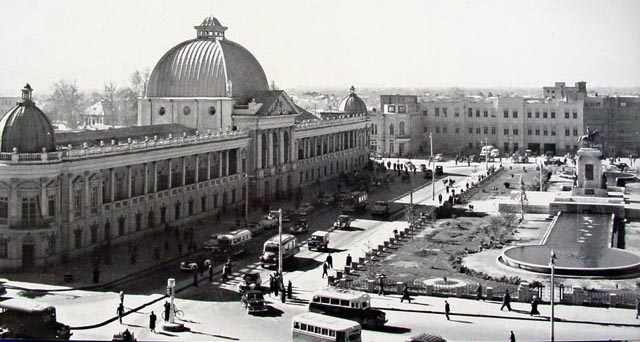
Meydān-e Tūpchāne im Zentrum von Tehran

Tupchaneh (auch Toopkhāneh, persisch توپخانه Tūpchāne, DMG Tupḫāne) ist ein Stadtteil im südlichen Zentrum von Teheran. 
Hier befindet sich einer der größten Plätze der Stadt, der Meidan-i Tupchaneh (persisch میدان امام خمینی Meydān-e Tūpchāne).